# Asphondylia napiformis
Asphondylia napiformis är en tvåvingeart som beskrevs av Gagne 1993. Asphondylia napiformis ingår i släktet Asphondylia och familjen gallmyggor.
Artens utbredningsområde är Kenya. Inga underarter finns listade i Catalogue of Life.